# Шашмурин, Николай Фёдорович
Николай Фёдорович Шашму́рин (1910—1996) — советский конструктор танков. Лауреат двух Сталинских премий.

## Биография
В 1930 году поступил в Ленинградский политехнический институт на факультет механизации социалистического земледелия, который окончил в 1936 году.
Отработав по распределению, вернулся в ЛПИ в аспирантуру с июня 1937 года. Одновременно - конструктор, ведущий инженер, зам. главного конструктора танков КБ ленинградского Кировского завода (СКБ-2, ВНИИ-100).
В 1939 году предложил торсионную подвеску в качестве упругого элемента танков вместо дорогих легированных сплавов для деталей трансмиссии — углеродистую сталь, обработанную токами высокой частоты, вместо дефицитного цветного литья для картеров силовых агрегатов — тонкостенное чугунное литье.
Участвовал в создании тяжёлых танков СМК, КВ, КВ-1 и КВ-1с, КВ-85, ИС-1, ИС-2, ИС-2Ш и ИС-7.
В последующем — один из разработчиков плавающего танка ПТ-76, бронетранспортёра БТР-50П, трелёвочного трактора КТ-12, колёсного трактора К-700.
Доктор технических наук (1974, по совокупности работ — без защиты диссертации). Читал лекции в ЛПИ имени М. И. Калинина.

## Награды и премии
- Сталинская премия второй степени (1943) — за усовершенствование конструкций тяжелых танков (за танк КВ-1С).
- Сталинская премия первой степени (1946) — за создание нового образца тяжёлого танка[1]
- орден Ленина (1944)
- орден Отечественной войны II степени (1945).
- орден Красной Звезды (1942)